# Muhammad Ali al-Sabuni
Muhammad 'Ali al-Sabuni (1er janvier 1930 à Alep en Syrie - 19 mars 2021 à Yalova en Turquie) était un éminent érudit syrien hanafi, grand imam à l'Université al-Azhar Ash'ari-Maturidi. Il est connu pour son exégèse coranique intitulée Safwat al-Tafasir (L'Élite des interprétations).